# Вернидуб Віталій Юрійович
Віта́лій Ю́рійович Верниду́б (нар. 17 жовтня 1987, Житомир, Українська РСР, СРСР) — український футболіст, центральний захисник криворізького «Кривбасу», асистент старшого тренера клубу «Кривбас» (з 2023 року). Зіграв 1 матч за збірну України.
Син радянського та українського футболіста та футбольного тренера Юрія Вернидуба.

## Клубна кар'єра
Вихованець футбольної школи запорізького «Металурга» (тренер Олександр Рудика).
2004 року почав залучатися до матчів команди дублерів та другої команди запорізького клубу. Другу частину сезону 2006—2007 провів в оренді у складі криворізького «Кривбасу», за який відіграв 9 матчів, дебют у вищому дивізіоні національної першості — 10 березня 2007 року у грі «Кривбаса» проти київського «Динамо» (нічия 1:1).
Повернувшись до Запоріжжя по завершенні терміну оренди, почав поступово залучатися до матчів основи «Металурга». Протягом трьох сезонів відіграв у її складі у 62 матчах чемпіонату, має в активі 5 забитих голів.
Наприкінці 2011 року підписав контракт з луганською «Зорею». У червні 2015 року за згодою із клубом достроково розірвав контракт та перейшов до складу азербайджанської «Габали».
Через три роки, 19 червня 2018 року, було офіційно оголошено про повернення гравця до лав луганської «Зорі», все ще очолюваної його батьком.
Після початку російського вторгнения в Україну 2022 року вступив до лав територіальної оборони ЗСУ. 

## Виступи за збірні
У березні 2005 року викликався до складу юнацької збірної України U-18, за яку провів дві гри проти болгарських однолітків.
У листопаді 2007 року перебував у розпорядженні молодіжної збірної України U-21, у складі якої також провів лише 2 матчі.
18 листопада 2014 року провів свій перший і єдиний матч за національну збірну України.
| 01. | 18.11.2014 | НСК «Олімпійський», Київ | Україна — Литва | 0-0 | Товариський матч | 46' |  |  |  |